# Moranopteris grisebachii
Moranopteris grisebachii är en stensöteväxtart som först beskrevs av Carl Frederik Albert Christensen, och fick sitt nu gällande namn av R.Y.Hirai och J.Prado. Moranopteris grisebachii ingår i släktet Moranopteris och familjen Polypodiaceae. Inga underarter finns listade.